# Sarawuth Tongsawad
Sarawuth Tongsawad (thailändisch สราวุธ ทองสวัสดิ์, * 17. September 1977) ist ein ehemaliger thailändischer Fußballspieler.

## Karriere
Sarawuth Tongsawad stand bis Ende 2013 bei Army United unter Vertrag. Wo er vorher unter Vertrag stand, ist unbekannt. Der Verein aus der thailändischen Hauptstadt Bangkok spielte in der ersten Liga des Landes, der Thai Premier League. Für die Army stand er 2013 einmal auf dem Spielfeld. Hier wurde er am 8. Juni 2013 in der 69. Minute im Heimspiel gegen den Samut Songkhram FC für Adisorn Promrak eingewechselt. Ende 2013 beendete er seine Karriere als Fußballspieler.